# Angelo Stella
Angelo Stella (Travedona Monate, 12 novembre 1938 – Pavia, 14 dicembre 2023) è stato un italianista e filologo italiano.

## Biografia
Laureatosi con Maria Corti all'Università degli Studi di Pavia, vi fu docente fino al pensionamento. Fu socio dell'Accademia della Crusca, dell’Accademia dell'Arcadia, dell'Istituto Lombardo Accademia di Scienze e Lettere. Studioso dei dialetti padani, soprattutto nelle loro relazioni con la lingua di scrittori quali Bonvesin de la Riva, Ludovico Ariosto, Fabio Varese, Carlo Porta, Carlo Tenca, Emilio De Marchi, Carlo Dossi e Delio Tessa, dedicò attenzioni particolari a Manzoni, curandone l'edizione di due volumi degli Scritti linguistici e letterari (Milano, Mondadori, 1974 e 1990), quella dei Promessi sposi (Torino, Einaudi-Gallimard, 1995), e quelle degli Scritti linguistici editi e inediti pubblicati nel 2000 dal Centro nazionale di studi manzoniani di cui fu presidente dal 2006 al 2023. Creò la Fondazione Maria Corti e condiresse il periodico Autografo pubblicato da Interlinea edizioni.